# Lista odcinków serialu Drużyna A
Lista odcinków amerykańskiego serialu sensacyjnego Drużyna A (ang. The A-Team). Serial miał 98 odcinków w 5 seriach. Pierwszym była Meksykańska przygoda (Mexican Slayride), po raz pierwszy wyemitowana 23 stycznia 1983 w telewizji NBC, ostatnim Bez rezerwacji, który miał premierę 8 marca 1987.

## Seria 1 1983
| Nr | Tytuł oryginalny                     | Data premiery (USA) | Polski tytuł                                  |
| -- | ------------------------------------ | ------------------- | --------------------------------------------- |
| 1  | Mexican Slayride (Part 1)            | 23 stycznia 1983    | Meksykańska jazda, część 1                    |
| 2  | Mexican Slayride (Part 2)            | 23 stycznia 1983    | Meksykańska jazda, część 2                    |
| 3  | Children of Jamestown                | 30 stycznia 1983    | Dzieci z Jamestown                            |
| 4  | Pros and Cons                        | 8 lutego 1983       | Zawodowcy i oszuści / Na śmierć i życie (TVP) |
| 5  | A Small and Deadly War               | 15 lutego 1983      | Śmiertelna wojenka                            |
| 6  | Black Day at Bad Rock                | 22 lutego 1983      | Czarny dzień w Bad Rock                       |
| 7  | The Rabbit Who Ate Las Vegas         | 1 marca 1983        | Królik, który zjadł Las Vegas                 |
| 8  | The Out-of-Towners                   | 15 marca 1983       | Na gościnnych występach                       |
| 9  | Holiday in the Hills                 | 22 marca 1983       | Wakacje w górach                              |
| 10 | West Coast Turnaround                | 5 kwietnia 1983     | Rundka na Zachodnim Wybrzeżu                  |
| 11 | One More Time                        | 12 kwietnia 1983    | Jeszcze raz / Powtórka z rozrywki (TVP)       |
| 12 | Till Death Do Us Part                | 19 kwietnia 1983    | Póki śmierć nas nie rozłączy                  |
| 13 | The Beast from the Belly of a Boeing | 3 maja 1983         | Bestia z brzucha Boeinga                      |
| 14 | A Nice Place to Visit                | 10 maja 1983        | Miła mieścina                                 |

## Seria 2 1983-1984
| Nr | Tytuł oryginalny                            | Data premiery (USA)  | Polski tytuł                                                             |
| -- | ------------------------------------------- | -------------------- | ------------------------------------------------------------------------ |
| 1  | Diamonds 'n Dust                            | 20 września 1983     | Diamenty i kurz                                                          |
| 2  | Recipe for Heavy Bread                      | 23 września 1983     | Przepis na „ciężki” chleb                                                |
| 3  | The Only Church in Town                     | 11 października 1983 | Jedyny kościół w mieście                                                 |
| 4  | Bad Time on the Border                      | 18 października 1983 | Banda z pogranicza                                                       |
| 5  | When You Comin’ Back, Range Rider? (Part 1) | 25 października 1983 | Powrót Jeźdźca ze Wzgórz, część 1                                        |
| 6  | When You Comin’ Back, Range Rider? (Part 2) | 25 października 1983 | Powrót Jeźdźca ze Wzgórz, część 2                                        |
| 7  | The Taxicab Wars                            | 1 listopada 1983     | Wojny taksówkowe / Taksówkowa wojna (Polsat) / Taksówkarskie wojny (TVP) |
| 8  | Labor Pains                                 | 8 listopada 1983     | Związkowcy                                                               |
| 9  | There’s Always a Catch                      | 22 listopada 1983    | Zawsze coś się złapie / Kraby i draby (TVP)                              |
| 10 | Water, Water Everywhere                     | 29 listopada 1983    | Woda, wszędzie woda / Woda, woda na pustyni (TVP)                        |
| 11 | Steel                                       | 6 grudnia 1983       | Stal / Betonowa zagadka (TVP)                                            |
| 12 | The White Ballot                            | 13 grudnia 1983      | Wybory                                                                   |
| 13 | The Maltese Cow                             | 3 stycznia 1984      | Krowa maltańska                                                          |
| 14 | In Plane Sight                              | 10 stycznia 1984     | W zasięgu lotu / Z lotu ptaka (Polsat) / Biały turkus (TVP)              |
| 15 | The Battle of Bel Air                       | 17 stycznia 1984     | Bitwa o Bel Air / Piękna i bestie (TVP)                                  |
| 16 | Say It With Bullets                         | 31 stycznia 1984     | Niech mówią kule / Odgłosy wojny (TVP)                                   |
| 17 | Pure-Dee Poison                             | 7 lutego 1984        | Czysta trucizna                                                          |
| 18 | It’s a Desert Out There                     | 14 lutego 1984       | Na pustyni / Pustynne skorpiony (TVP)                                    |
| 19 | Chopping Spree                              | 21 lutego 1984       | Złomowy interes / Szrotowy interes (TVP)                                 |
| 20 | Harder Than It Looks                        | 21 lutego 1984       | Bułka z masłem                                                           |
| 21 | Deadly Maneuvers                            | 28 lutego 1984       | Niebezpieczne manewry / Polowanie na myśliwych (TVP)                     |
| 22 | Semi-Friendly Persuasion                    | 8 maja 1984          | Półprzyjacielska perswazja                                               |
| 23 | Curtain Call                                | 15 maja 1984         | Na bis                                                                   |

## Seria 3 1984-1985
| Nr | Tytuł oryginalny               | Data premiery (USA)  | Polski tytuł                                        |
| -- | ------------------------------ | -------------------- | --------------------------------------------------- |
| 1  | Bullets and Bikinis            | 18 września 1984     | Kule i bikini                                       |
| 2  | The Bend in the River (Part 1) | 25 września 1984     | Zakole rzeki, część 1                               |
| 3  | The Bend in the River (Part 2) | 25 września 1984     | Zakole rzeki, część 2                               |
| 4  | Fire                           | 2 października 1984  | Pożar                                               |
| 5  | Timber!                        | 16 października 1984 | Drewno! / Drewno (TVP)                              |
| 6  | Double Heat                    | 23 października 1984 | Dwa ognie / W potrzasku (TVP)                       |
| 7  | Trouble on Wheels              | 30 października 1984 | Kłopot na kółkach                                   |
| 8  | The Island                     | 13 listopada 1984    | Wyspa                                               |
| 9  | Showdown!                      | 20 listopada 1984    | Przedstawienie! / Kto kogo (TVP)                    |
| 10 | Sheriffs of Rivertown          | 27 listopada 1984    | Szeryfowie z Rivertown / Szeryfowie Rivertown (TVP) |
| 11 | The Bells of St. Mary’s        | 4 grudnia 1984       | The Bells / Śpiewające ślicznotki (TVP)             |
| 12 | Hot Styles                     | 11 grudnia 1984      | Krzyk mody                                          |
| 13 | Breakout!                      | 18 grudnia 1984      | Ucieczka! / Ucieczka (TVP)                          |
| 14 | Cup A’ Joe                     | 8 stycznia 1985      | Filiżanka Joego / Bez ceregieli (TVP)               |
| 15 | The Big Squeeze                | 15 stycznia 1985     | Mocne Naciski / Pod presją (TVP)                    |
| 16 | Champ!                         | 22 stycznia 1985     | Mistrz! / Mistrz (TVP)                              |
| 17 | Skins                          | 29 stycznia 1985     | Skóry / Kłusownicy (TVP)                            |
| 18 | Road Games                     | 5 lutego 1985        | Kasyno na kółkach                                   |
| 19 | Moving Targets                 | 12 lutego 1985       | Ruchome cele                                        |
| 20 | Knights of the Road            | 26 lutego 1985       | Rycerze dróg                                        |
| 21 | Waste 'Em!                     | 5 marca 1985         | Śmieci / Śmieciarze (TVP)                           |
| 22 | Bounty                         | 2 kwietnia 1985      | Łowcy nagród                                        |
| 23 | Beverly Hills Assault          | 9 kwietnia 1985      | Napad w Beverly Hills / Fałszerze sztuki (TVP)      |
| 24 | Trouble Brewing                | 7 maja 1985          | Uciążliwy browar / Małe piwo (TVP)                  |
| 25 | Incident at Crystal Lake       | 14 maja 1985         | Przygoda nad jeziorem / Wakacje nad jeziorem (TVP)  |

## Seria 4 1985-1986
| Nr | Tytuł oryginalny                           | Data premiery (USA)  | Polski tytuł                                              |
| -- | ------------------------------------------ | -------------------- | --------------------------------------------------------- |
| 1  | Judgment Day (Part 1)                      | 24 września 1985     | Sądny dzień, część 1                                      |
| 2  | Judgment Day (Part 2)                      | 24 września 1985     | Sądny dzień, część 2                                      |
| 3  | Where Is the Monster When You Need Him?    | 1 października 1985  | Gdzie jest potwór? / Pora na potwora (TVP)                |
| 4  | Lease with an Option to Die                | 22 października 1985 | Wynajem z opcją śmierci / Lokatorzy i spółka (TVP)        |
| 5  | The Road to Hope                           | 29 października 1985 | Droga ku nadziei / Droga nadziei (TVP)                    |
| 6  | The Heart of Rock N’ Roll                  | 5 listopada 1985     | Serce Rock N’ Rolla / Serce rock and rolla (TVP)          |
| 7  | Body Slam                                  | 12 listopada 1985    | Wrestling / Wolna amerykanka (TVP)                        |
| 8  | Blood, Sweat, and Cheers                   | 19 listopada 1985    | Krew, pot i śmiech / Krew, pot i brawa (TVP)              |
| 9  | Mind Games                                 | 26 listopada 1985    | Zamiana ról / Gry umysłowe (TVP)                          |
| 10 | There Goes the Neighborhood                | 3 grudnia 1985       | Urocze sąsiedztwo / Miłe sąsiedztwo (TVP)                 |
| 11 | The Doctor Is Out                          | 10 grudnia 1985      | Na tropie doktora / Pora na doktora (TVP)                 |
| 12 | Uncle Buckle-Up                            | 17 grudnia 1985      | Wujek, zapnij pas / Na bakier z prawem (TVP)              |
| 13 | Wheel of Fortune                           | 14 stycznia 1986     | Koło fortuny                                              |
| 14 | The A-Team Is Coming, the A-Team Is Coming | 21 stycznia 1986     | Nadciąga Drużyna A                                        |
| 15 | Members Only                               | 28 stycznia 1986     | Tylko dla członków klubu / Wstęp tylko dla członków (TVP) |
| 16 | Cowboy George                              | 11 lutego 1986       | Kowboj George                                             |
| 17 | Waiting for Insane Wayne                   | 18 lutego 1986       | Czekając na Szalonego Wayne’a / Szalony Wayne (TVP)       |
| 18 | The Duke of Whispering Pines               | 25 lutego 1986       | Duke z Whispering Pines / Gorączka złota (TVP)            |
| 19 | Beneath the Surface                        | 4 marca 1986         | Pod powierzchnią / Zatopiony skarb (TVP)                  |
| 20 | Mission of Peace                           | 11 marca 1986        | Misja „Pokój” / Misja Pokoju (TVP)                        |
| 21 | The Trouble with Harry                     | 25 marca 1986        | Kłopot z Harrym                                           |
| 22 | A Little Town With an Accent               | 6 maja 1986          | Miasteczko z akcentem / Dziwne miasteczko (TVP)           |
| 23 | The Sound of Thunder                       | 13 maja 1986         | Dźwięk gromu / Dźwięk burzy (TVP)                         |

## Seria 5 1986-1987
| Nr | Tytuł oryginalny                           | Data premiery (USA)  | Polski tytuł                                                                           |
| -- | ------------------------------------------ | -------------------- | -------------------------------------------------------------------------------------- |
| 1  | Dishpan Man (The Court Martial – Part 1)   | 26 września 1986     | Spec od efektów / Sąd wojskowy – Spec od efektów (TVP)                                 |
| 2  | Trial by Fire (The Court Martial – Part 2) | 3 października 1986  | Proces / Sąd wojskowy – Proces (TVP)                                                   |
| 3  | Firing Line (The Court Martial – Part 3)   | 10 października 1986 | Na linii ognia / Sąd wojskowy – Egzekucja (TVP)                                        |
| 4  | Quarterback Sneak                          | 17 października 1986 | Podstępna rozgrywka / Sprytna zagrywka (TVP)                                           |
| 5  | The Theory of Revolution                   | 24 października 1986 | Teoria rewolucji                                                                       |
| 6  | The Say U.N.C.L.E. Affair                  | 31 października 1986 | Dramat w 4 aktach                                                                      |
| 7  | Alive at Five                              | 7 listopada 1986     | Relacja z zamachu / Wyścig z czasem (TVP)                                              |
| 8  | Family Reunion                             | 14 listopada 1986    | Spotkanie rodzinne                                                                     |
| 9  | Point of No Return                         | 18 listopada 1986    | Bez odwrotu / Perfidna gra (TVP)                                                       |
| 10 | The Crystal Skull                          | 28 listopada 1986    | Kryształowa czaszka                                                                    |
| 11 | The Spy Who Mugged Me                      | 2 grudnia 1986       | Szpieg, który mnie okradł / Szpieg, który mnie wykiwał (Polsat) / Pod przykrywką (TVP) |
| 12 | The Grey Team                              | 30 grudnia 1986      | Siwa drużyna / Gwiezdne wojny (Polsat) / Starzy, ale jarzy (TVP)                       |
| 13 | Without Reservations                       | 8 marca 1987         | Bez rezerwacji / O mały włos (TVP)                                                     |